# 피마족

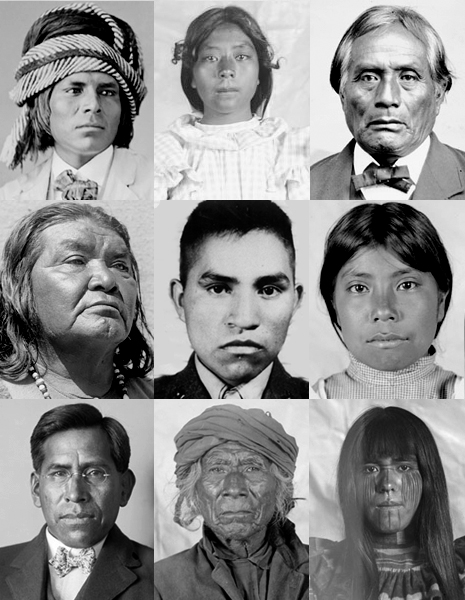

피마족(Pima)은 애리조나주 중·남부에 주로 사는 원주민 집단이다. 더 큰 오오담족(O'odham)의 일파로, 오오담어로 "강 사람"을 뜻하는 아키멜 오오담족(Akimel O'odham)이라고도 한다. "피마"라는 외부 명칭은 "모른다"는 뜻의 문장 pi mac을 스페인인들이 듣고 민족명으로 붙인 것이다. 오오담족의 다른 분파에는 파파고족(토호노 오오담족), 아레네뇨족(히아-체드 오오담족), 아크-친 오오담족, 소바이푸리족이 있다. 피마어파에 속하는 오오담어를 사용한다. 2010년 기준 인구는 약 2만 명이다. Gila River Indian Community와 Salt River Pima–Maricopa Indian Community라는 2개의 공인된 부족 보호구역이 있으며 둘 다 인근의 별개 민족인 마리코파족과 공동체를 공유한다.

## 같이 보기
- 푸에블로족
- 마리코파족